# Puška za uspavljivanje (1997.)
Puška za uspavljivanje, hrvatski dugometražni film iz 1997. godine.